# Jagdschloss Fahrenbühl

Das Jagdschloss Fahrenbühl

Das Jagdschloss Fahrenbühl liegt versteckt in einem großen Waldgebiet zwischen dem Großen und Kleinen Kornberg bei Dörflas in der Gemeinde Kirchenlamitz in Oberfranken.

## Geschichte
Die Siedlung Fahrenbühl gehörte zum Schlossgut Schwarzenbach an der Saale, das sich seit 1706 in den Händen der Grafen und späteren Fürsten von Schönburg befand. Nach dem Brand des Schlosses in Bug bei Weißdorf ließ Fürst Karl Ernst von Schönburg-Waldenburg (1836–1915) 1886 in Fahrenbühl ein schlichtes Jagdschloss errichten, wo er sich mit seiner Familie gerne in den Sommermonaten aufhielt. Heute dient das Jagdschloss Fahrenbühl als Hotel im Familienbetrieb. Dazu gehört im Außenbereich eine 10.000 m² große naturbelassene Parkanlage und das als Stall mit Reithalle umgebaute ehemalige Forsthaus.